# جيرز أوف وور: ججمينت
جيرز أوف وور: ججمينت (بالإنجليزية: Gears of War: Judgment)‏ هي لعبة فيديو من نوع تصويب منظور الشخص الثالث ومن من تطوير إيبك جيمز وبيبول كان فلاي ونشر مايكروسوفت جيم ستوديوز، هي الأصدار الرابع ضمن سلسلة جيرز أوف وور، صدرت في 19 مارس في الولايات المتحدة حصرياً على الإكس بوكس 360 ثم لاحقاً في نفس الشهر في باقي أنحاء العالم.
تقع أحداث اللعبة قبل أحداث الجزء الأول من السلسلة، وبالتحديد مباشرة بعد أحداث يوم الطوارئ (E-DAY) حيث يكافح دامون بيرد وأوغسطس كول (كول ترَين) لإنقاذ مدينة هالفو باي من موجات هائلة من اللوكسات.

## وصلات خارجية
- الموقع الرسمي
- Official Epic Games website
- Official People Can Fly website